# Митта, Иван Егорович
Ива́н Его́рович Митта (1915 — 8 октября 1942) — чувашский советский писатель, поэт и переводчик. Брат чувашского поэта и переводчика Василия Митты.

## Биография
Родился в селе Большие Арабоси Казанской губернии (ныне село Первомайское, Батыревский район, Республика Чувашия). Сын крестьянина Егора Григорьевича Митты, солиста народного хора Чувашской АССР. Издавался под псевдонимом Иван Ара. Окончил педагогический техникум. Писал стихи, рассказы и фельетоны в журналах «Капкан» и «Сунтал», издававшихся на чувашском языке. Наиболее известный труд — перевод романа Жюля Верна «Дети капитана Гранта» на чувашский язык, изданный в 1941 году небольшим тиражом.
В 1939 году Иван ушёл на службу в РККА. Призван Первомайским райвоенкоматом. Сражался на фронте Великой Отечественной войны в звании сержанта; согласно последнему письму матери, отправленному домой в 1942 году, дослужился до звания старшего лейтенанта. Был тяжело ранен во время Туапсинской оборонительной операции, от последствий ранений скончался 8 октября 1942 года в госпитале. Похоронен в селе Гойтх (Гойтос) Туапсинского района Краснодарского края.